# Louis François Alexandre Goupil de Préfeln
Louis François Alexandre Goupil de Préfelne est un homme politique français né le 19 avril 1752 à Argentan (Orne) et décédé le 18 décembre 1831 à Tournay (Orne).
Il est le fils de Guillaume François Charles Goupil de Préfeln (ou Prefelne) et de Marie Françoise Meslin. 
Il est élu député de l'Orne au Conseil des Anciens le 25 germinal an VII. Favorable au coup d'État du 18 Brumaire, il siège au Tribunat de 1800 à 1807, puis au corps législatif de 1807 à 1812.